# Agnès Pannier-Runacher
Pour les articles homonymes, voir Pannier.
Agnès Pannier-Runacher, née Agnès Runacher le 19 juin 1974 à Paris 12e (France), est une haute fonctionnaire, cadre dirigeante d'entreprise et femme politique française.
Inspectrice générale des finances, puis occupant des postes de direction dans l'administration d'organismes publics, entre 2000 et 2011, elle rejoint ensuite le secteur privé.
Soutien d'Emmanuel Macron dès le lancement d'En marche en 2016, elle fait partie de tous les gouvernements de sa présidence depuis le gouvernement Philippe II. Ainsi, de 2018 à 2024, elle occupe plusieurs fonctions ministérielles, successivement au ministère de l'Économie, de la Transition énergétique et de l'Agriculture. Lors des élections législatives anticipées de 2024, elle est élue députée dans le Pas-de-Calais. Après ces élections, elle rejoint le gouvernement Michel Barnier, reprenant son ancien poste de ministre de la Transition écologique, énergétique et du climat. En décembre 2024, elle est reconduite à ce poste au sein du gouvernement François Bayrou, prenant également en charge le portefeuille de la mer et de la pêche mais perdant le portefeuille de l’Énergie.

## Biographie

### Famille
Agnès Pannier-Runacher naît le 19 juin 1974 dans le 12e arrondissement de Paris dans une famille originaire de Marseille. Elle est la fille de Renée-Christine Lassave et de Jean-Michel Runacher, ingénieur diplômé de l'École nationale des ponts et chaussées et ancien cadre dirigeant de la société pétrolière Perenco.
En 2001, elle épouse Marc Pannier, condisciple à l'École nationale d'administration (ENA), inspecteur des finances et président du conseil d'administration de Engie Global Markets, entité du groupe Engie. Le couple a trois enfants,, et divorce en 2022.
Depuis mai 2021, elle partage la vie de Nicolas Bays, son ex-collaborateur de cabinet qui est également l'ex-conjoint d'Aurore Bergé. En 2022, le couple est domicilié à Lens.

### Études et formation
Après une classe préparatoire à l'Institut privé de préparation aux études supérieures (Ipésup)[réf. nécessaire], Agnès Runacher sort diplômée de l'École des hautes études commerciales de Paris (HEC) en 1995 (cursus Grande École). Élève à Sciences Po Paris, elle intègre ensuite l'École nationale d'administration (ENA) au sein de la promotion Averroès (1998-2000). À sa sortie de l'ENA, elle devient inspectrice des finances.

## Carrière professionnelle

### Fonction publique
Après trois années (2000-2003) à l’Inspection générale des finances, Agnès Pannier-Runacher devient directrice de cabinet de Rose-Marie Van Lerberghe directrice générale de l'Assistance publique - Hôpitaux de Paris. Elle contribue notamment à la mise en place de la tarification à l'activité (T2A), dans le cadre du plan hôpital 2007,. Elle est également administratrice du SAMU social de Paris et de la fondation Hôpitaux de Paris-Hôpitaux de France[réf. nécessaire].
En 2006, elle devient directrice adjointe de la Caisse des dépôts et consignations (CDC), chargée de la stratégie et des finances. Elle est notamment chargée des acquisitions stratégiques, ainsi que du suivi actionnarial des filiales et participations stratégiques de la CDC (Accor, Veolia, Eiffage, Dexia, CNP Assurances, Icade, Transdev…). Elle est ainsi amenée à travailler à la préfiguration du Fonds stratégique d'investissement (FSI). En 2009, elle est nommée directrice exécutive du FSI dès sa création.

### Secteur privé
Agnès Pannier-Runacher rejoint le secteur privé, en décembre 2011, comme directrice de la division « clients recherche et développement » de l'équipementier d'automobiles Faurecia Interior Systems des clients comme Tata-Jaguar Land Rover, General Motors Europe et Volvo.
En janvier 2013, elle retourne à la CDC et devient numéro deux de sa filiale la Compagnie des Alpes en tant que directrice générale déléguée,.
Elle est également administratrice indépendante et présidente du comité d’audit du groupe de services maritimes, Bourbon, de 2010 à 2018, notamment lors du placement en redressement judiciaire du groupe et de sa mise en examen en tant que personne morale pour « corruption d’agents publics étrangers ». Elle occupe ces mêmes fonctions au sein du groupe en nettoyage et hygiène Elis, et est membre du conseil consultatif de l'association d'entrepreneuriat social Ashoka France (2017), de la fondation multi-métier Grameen - Crédit Agricole (2017) et du think tank Observatoire de l'immatériel (2018)[réf. nécessaire].
Elle met fin à ces mandats lors de sa nomination comme secrétaire d’État, sa rémunération annuelle passe alors de plus de 500 000 € à 115 000 € bruts.

## Parcours politique

### Engagements partisans
Elle rejoint En marche en 2016, sans expérience politique auparavant, et fait partie des premiers soutiens d'Emmanuel Macron lors de sa campagne pour l'élection présidentielle de 2017. Elle milite à La République en Marche dans le 16e arrondissement de Paris, où elle joue le rôle de référente locale. Elle fait partie de la commission d'investiture des candidats aux élections législatives de 2017[réf. nécessaire].
Certains analystes considèrent qu'Agnès Pannier-Runacher possède le profil typique d'un ministre macroniste. Le sociologue Sébastien Michon (CNRS), spécialiste du personnel politique français, souligne qu'il n'y avait pas avant la présidence Macron autant de ministres hauts fonctionnaires pantoufleurs, issus de la bourgeoisie ou grande bourgeoisie, propulsés sur le devant de la scène politique sans avoir été élus auparavant,.
Elle fait partie de Territoires de progrès, parti politique se réclamant de « l'aile gauche » du macronisme,,. Elle s'auto-qualifie « de gauche »,.

### Campagnes électorales
Aux élections municipales de 2020, elle est candidate dans le 16e arrondissement de Paris, en septième position sur la liste LREM. La liste est battue au second tour avec 23,8 % des voix.
Après avoir espéré être tête de liste pour LREM aux élections régionales de 2021 en Île-de-France, elle est finalement candidate en dernière position pour le Pas-de-Calais sur la liste de Laurent Pietraszewski dans la région Hauts-de-France. Au niveau régional, la liste LREM est éliminée dès le premier tour avec 9,13 % des suffrages, Agnès Pannier-Runacher dans le Pas-de-Calais obtient pour sa part un score de 8,67 %.
En 2024, elle remporte les élections législatives dans la 2ème circonscription du Pas-de-Calais (Arras), sous l'étiquette Renaissance. Sa candidature est qualifiée de « parachutage »,, et critiquée par plusieurs personnalités politiques dont le maire d'Arras, Frédéric Leturque et le référent départemental des Jeunes avec Macron, Arthur Blouin, qui prend la décision de démissionner. Elle fait partie de la minorité de candidats macronistes à s'engager, avant le premier tour, en faveur d'un barrage clair face au Rassemblement national,.

### Fonctions ministérielles
En tant que ministre, Agnès Pannier-Runacher est régulièrement décrite comme une technocrate macroniste pur jus et comme une femme de dossiers, mais coutumière également des maladresses médiatiques,,,,.

#### 2018-2020: Secrétaire d'État auprès du ministre de l’Économie et des Finances

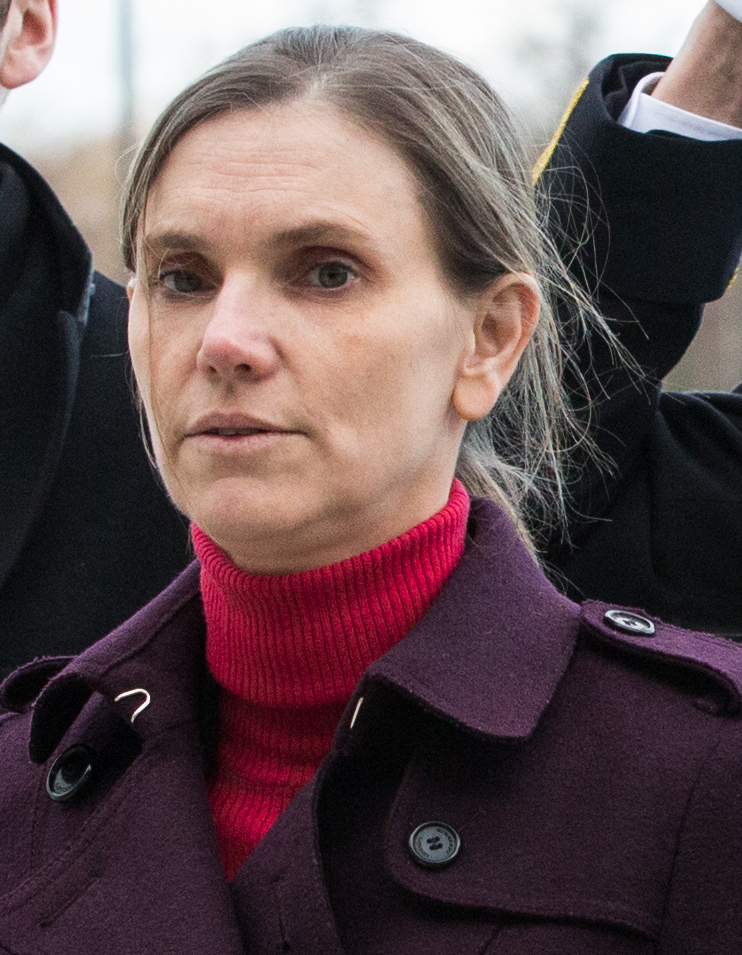
Agnès Pannier-Runacher en 2019.

Le 16 octobre 2018, elle est nommée secrétaire d'État auprès du ministre de l'Économie et des Finances, Bruno Le Maire, en remplacement de Delphine Gény-Stephann. Elle est chargée de la « reconquête industrielle », de l'artisanat et du commerce. Les dossiers qu'elle doit traiter incluent les enchères pour l'attribution des fréquences 5G et la refonte du Code de la commande publique.
Par un décret de janvier 2019 relatif à la prévention des conflits d'intérêts, elle se déporte de certaines attributions essentiellement non industrielles en raison de son passé de dirigeante d'entreprises privées, de sa présence dans plusieurs conseils d'administration et du poste de son époux chez Engie.
Lors de la crise sanitaire due à la pandémie de Covid-19, Agnès Pannier-Runacher est notamment en charge d'organiser et de renforcer la production et l'approvisionnement en matériels à destination du personnel et des établissements de santé (masques sanitaires, respirateurs, sur-blouses, écouvillons, etc.),.
Le 13 avril 2020, dans le contexte de pandémie de Covid-19 en France, elle estime qu'il « faudra probablement travailler plus qu'on ne l'a fait avant [pour] rattraper ce mois perdu », se faisant ainsi l'écho de déclarations de Geoffroy Roux de Bézieux, président du Medef. Ces déclarations sont vivement critiquées par les syndicats (CFDT, CGT, FO) et les oppositions, Laurent Berger jugeant par exemple « grossier de dire aux gens qu'ils devront travailler plus alors qu'on ne sait même pas s'ils auront un boulot demain ».

#### 2020-2022: Ministre déléguée chargée de l'Industrie
Le 6 juillet 2020, Agnès Pannier-Runacher est nommée ministre déléguée chargée de l'Industrie dans le gouvernement Jean Castex.
Dans le cadre du plan de relance économique de 2021-2022 post-Covid, elle présente un plan de soutien à la filière de production d'hydrogène, et des mesures de soutien à la relocalisation. Elle est chargée par Emmanuel Macron de la stratégie française d'achat et de négociation des vaccins contre le Covid-19 au niveau européen,. En février 2020, elle présente en conseil des ministres le projet de loi d'accélération et de simplification de l'action publique (loi ASAP), qui comporte des mesures de simplification de facilitation pour l'implantation industrielle des entreprises,.
Fin 2021, la ministre présente un bilan positif de sa politique industrielle,,. Cependant, les économistes s'accordent à dire qu'il est encore prématuré d'évaluer les effets du plan de relance sur l'industrie.

#### 2022-2024: Ministre de la Transition énergétique
Elle est nommée ministre de la Transition énergétique le 20 mai 2022, dans le gouvernement Élisabeth Borne. Sa nomination à ce poste fait l'objet de critiques, notamment en raison de sa faible expérience sur les sujets liés à son poste et sur son absence supposée de vision des enjeux globaux, ainsi que pour ses liens d'intérêts avec la société Perenco, le numéro deux français du pétrole,,.
Agnès Pannier-Runacher travaille notamment sur le plan de sobriété énergétique du gouvernement,,. Sous son mandat, le gouvernement fait adopter en mars 2023 la loi relative à l'accélération de la production d'énergies renouvelables,.

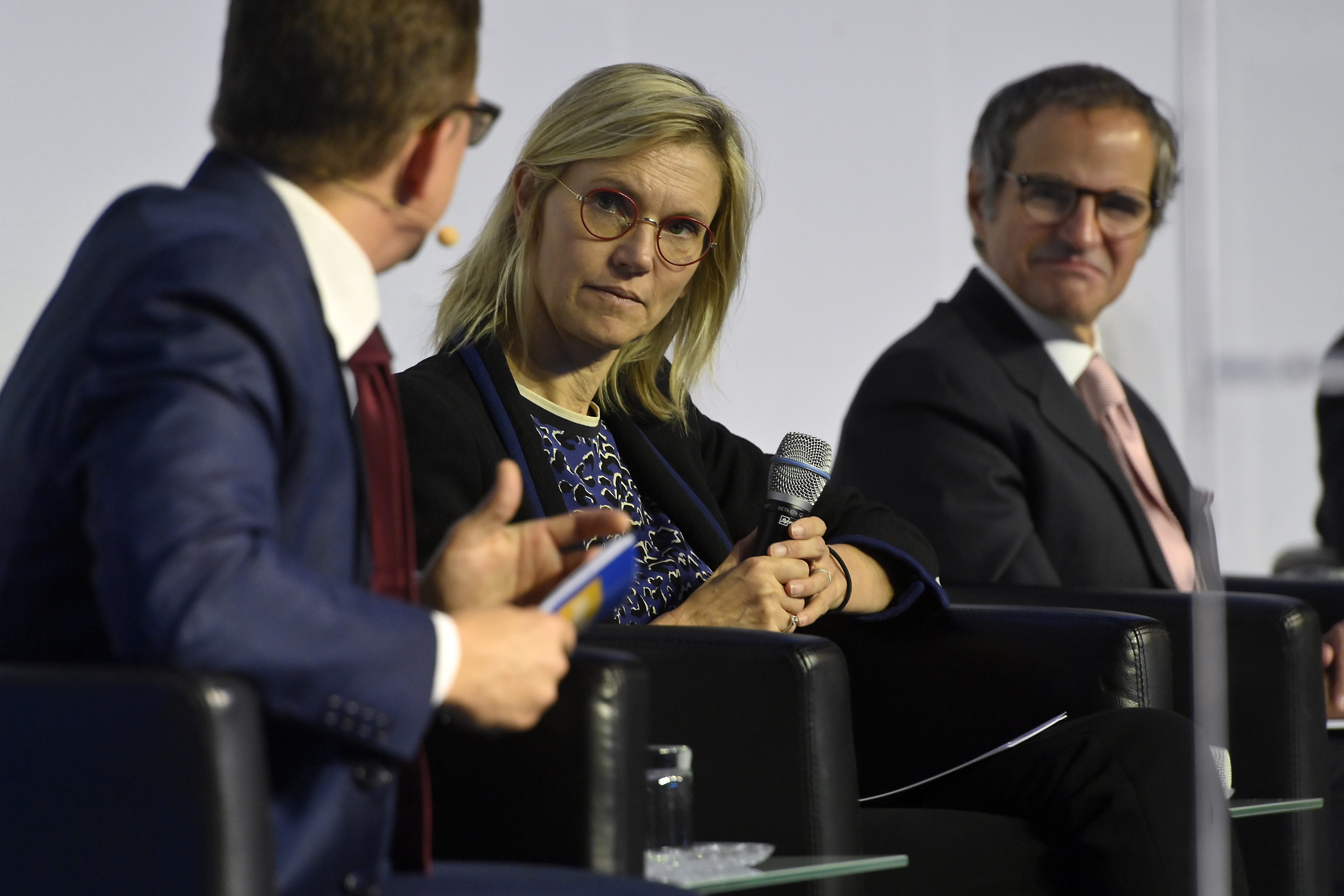
Agnès Pannier-Runacher en tant que ministre de la Transition énergétique en 2023, pendant une conférence de l'AIEA.

Agnès Pannier-Runacher assume un positionnement pro-nucléaire qui constitue un fil rouge de son action de ministre,. En février 2023, elle est à l'origine de « l'Alliance du nucléaire en Europe » qui réunit 16 pays européens favorables à la relance de la production d'énergie nucléaire au sein de l’Union européenne,. Elle est chargée de la réforme contestée de la sûreté nucléaire avec la fusion de l’Autorité de sûreté nucléaire (ASN) et de l’Institut de radioprotection et de sûreté nucléaire (IRSN). Elle soutient la relocalisation au Creusot de la fabrication des cuves nucléaires par Framatome. En avril 2023, elle fait adopter la loi d’accélération du nucléaire et critique la décision de l’Allemagne de fermer ses trois dernières centrales nucléaires pointant une responsabilité européenne collective dans les trajectoires d’émissions de CO2,. En octobre 2023, elle annonce un accord des 27 États membre de l’Union européenne sur la réforme du marché européen de l’électricité, autorisant l’usage des crédits de financement européen pour le nucléaire au même titre que pour les énergies renouvelables. L’accord permettra à Électricité de France (EDF) de développer les 6 nouveaux réacteurs nucléaires EPR voulus par la France. En janvier 2024, Agnès Pannier-Runacher présente son projet de loi de souveraineté énergétique qui consacre « le choix durable du recours à l’énergie nucléaire ».
Son gouvernement fait l'objet de critiques liées aux tergiversations et au retard pris pour l'élaboration de la Loi de programmation énergie climat,,. Le projet de loi est abandonné et le gouvernement annonce, après son départ du ministère, qu'il passera finalement par décret.
En décembre 2023, elle mène la délégation française à la conférence de Dubaï sur les changements climatiques.

#### 2024: Ministre déléguée auprès du ministre de l'Agriculture
Depuis le 8 février 2024, dans le nouveau gouvernement Gabriel Attal, elle est nommée ministre déléguée auprès du ministre de l'Agriculture et de la Souveraineté alimentaire Marc Fesneau. Elle est chargée d'épauler le ministre sur des thématiques forestières, mais ne reçoit aucune attribution propre.

#### 2024: Ministre de la Transition écologique, de l'Énergie, du Climat et de la Prévention des risques
Le 21 septembre 2024, elle est nommée ministre de la Transition écologique, de l'Énergie, du Climat et de la Prévention des risques dans le gouvernement Michel Barnier.
Sa nomination est jugée paradoxale : elle hérite d'un ministère de l'Écologie étendu à l'Énergie mais perd en contrepartie le Logement (au profit de Valérie Létard), les Transports (au profit de François Durovray) et les Collectivités territoriales (au profit de Catherine Vautrin). Le média Contexte la qualifie de « grande perdante de l'architecture gouvernementale ». De plus, comme en 2022, sa nomination est critiquée pour ses liens avec l'entreprise Perenco,.

### Parcours parlementaire
À l'Assemblée nationale, elle est membre de la commission des Affaires économiques.
Elle fait partie des députés Ensemble pour la République qui n'excluent pas la possibilité de censurer le gouvernement de Michel Barnier, en particulier si celui-ci projetait d'abroger l'aide médicale d'État.

## Résultats électoraux

### Élections législatives
| Année | Parti | Parti    | Circonscription     | 1er tour | 1er tour | 1er tour | 2d tour | 2d tour | 2d tour | Issue |
| Année | Parti | Parti    | Circonscription     | Voix     | %        | Rang     | Voix    | %       | Rang    | Issue |
| ----- | ----- | -------- | ------------------- | -------- | -------- | -------- | ------- | ------- | ------- | ----- |
| 2024  |       | RE (EPR) | 2e du Pas-de-Calais | 12 838   | 21,54    | 2e       | 31 642  | 55,84   | 1re     | Élue  |

## Controverses

### Accusations de pressions sur des parlementaires
En octobre 2020, elle est accusée par plusieurs présidents de groupes parlementaires de gauche (Valérie Rabault du PS, Jean-Luc Mélenchon de LFI et André Chassaigne du PCF) de « pressions graves et inacceptables » sur des députés, dans le but de les dissuader de déposer un recours au Conseil constitutionnel sur le projet de loi ASAP, un texte discuté en procédure accélérée et accusé de contenir des cavaliers législatifs,. Dans sa décision no 2020-807 DC du 3 décembre 2020, le Conseil constitutionnel valide la loi ASAP, mais traque les nombreux cavaliers législatifs et les mesures qui avaient fait l'objet du recours. La loi entre en vigueur le 7 décembre 2020.

### Accusations contre Jean-Michel Runacher
En novembre 2022, une enquête du site d'information Disclose et Investigate Europe, révèle que le père de la ministre, Jean-Michel Runacher, ancien dirigeant de Perenco, a créé en 2016 la société Arjunem pour transmettre une partie de son patrimoine à ses petits-enfants, alors âgés de 13 ans, 10 ans et 5 ans.
La Haute Autorité pour la transparence de la vie publique (HATVP) réagit et précise que « l'absence d'obligation déclarative ne dispense pas le responsable public de veiller à prévenir et faire cesser les situations de conflits d'intérêts qui naîtraient d'autres intérêts indirects détenus, tels que l'activité des enfants ou d'autres membres de la famille ».
Pour prévenir tout conflit d’intérêts, Agnès Pannier-Runacher se déporte de tout dossier lié au groupe Perenco et les attributions correspondantes sont exercées par la Première ministre Élisabeth Borne à la suite du décret publié le 15 novembre 2022 au Journal officiel,,.

## Décorations
Le 13 novembre 2014, Agnès Pannier-Runacher est nommée au grade de chevalier dans l'ordre national du Mérite au titre de « directrice générale déléguée d'une entreprise spécialisée dans les domaines skiables et les parcs de loisirs ; 14 ans de services ».
En tant que ministre de la Mer, Agnès Pannier-Runacher devient ex officio commandeur de l'ordre du Mérite maritime.

## Publications
En janvier 2022, elle publie avec Élisabeth Moreno, ministre déléguée chargée de l'Égalité entre les femmes et les hommes, un livre qui contient vingt propositions Femmes, Ministres et Féministes. Notre combat pour l’égalité réelle, aux éditions Point d'Orgue. Elles militent pour que le secteur du nettoyage cesse d’imposer aux femmes des horaires décalés pour le nettoyage des bureaux, une prime à l’embauche des femmes de plus de 45 ans ou l’émancipation par l’éducation.